# Велислав Павлов
Велислав Павлов е български театрален и филмов актьор. Известен е с ролите си на Емил в българския игрален филм „Вездесъщият“ (2017), Доктор Ковачев в медицинския сериал „Откраднат живот“ (2018 – 2021) и Крум Бонев в „Порталът“ (2021).

## Биография
Павлов е роден на 16 януари 1974 г. в град Берковица, Народна република България.
През 90-те години, след като прекарва няколко години в казарма, два пъти се опитва да кандидатства в НАТФИЗ „Кръстю Сарафов“, но не го приемат. Павлов е приет в Нов български университет със специалност актьорско майсторство през 1997 г. и завършва през 2001 г.
Играе в различни представления на Театър 199, Народен театър „Иван Вазов“ и др.
Павлов играе множество роли в киното и телевизията, измежду които са Ангел в „Отплата“, Фатих „Дървото на живота“, Емил във „Вездесъщият“, Марио Ковачев в „Откраднат живот“, Бащата на Жанета в „Лошо момиче“, Адил в „Засукан свят“ и Крум Бонев в „Порталът“.
Снима се е в чуждестранни филми, измежду които са „Нинджа“, „Кодът“, „Двойна самоличност“ (2009), „Непобедимите 2“ (2012), „Снайпер: Призрачен стрелец“ (2016), „Смъртоносна напредвара 4: Отвъд анархията“ (2018) и др. Велислав Павлов е партнирал с Вал Килмър, Морган Фрийман, Антонио Бандерас, Джон Кюсак, Мариса Томей, Жан-Клод Ван Дам и Долф Лундгрен.

## Филмография
Български продукции
- „Хотел, гълъби“ (2006) – Слав
- „Дзифт“ (2008) – Барман
- „Източни пиеси“ (2009) – Койно
- „Стъклен дом“ (2010) – Борис, наемник
- „Добрият съсед“ (2011) – Стефан
- „Операция „Шменти капели““ (2011) – сътрудник
- „Отплата“ (2012) – Ангел (Александър) Георгиев
- „Дървото на живота“ (2013) – Фатих
- „Последните 2 дни“ (2017) – Андрей
- „Вездесъщият“ (2017) – Емил
- „Откраднат живот“ (2018-2021) – доктор Марио Ковачев[6]
- „Лошо момиче“ (2019) – бащата на Жанета
- „Засукан свят“ (2020) – Адил[7]
- „Порталът“ (2021) – Крум Бонев

Чуждестранни продукции
- „Кодът“ (2009) – Илия / Нафиз
- „Нинджа“ (2009) – Охранител
- „Двойна самоличност“ (2009) – Аслан
- „Тъмната реликва“ (2010)
- „Фаворитът 3“ (2010) – главният предпазител
- „Супертанкер“ (2011)
- „Непобедимите 2“ (2012) – Санг
- „Бягство“ (2013)
- „Индекс нула“ (2014)
- „Кристални черепи“ (2014) – Хюсеин
- „Снайпер: Призрачен стрелец“ (2016) – Равшан Газаков
- „Стъклен ад“ (2017) – Капитан Фредерик
- „Смъртоносна напредвара 4: Отвъд анархията“ (2018) – Франкенщайн

## Награди и номинации
- 2017 – награда за най-добра мъжка роля на фестивал „Златна роза“ за „Вездесъщият“[8]

## Личен живот
Женен е за Юлиана Сайска и има един син на име Йоан.